# Guido Girardi
Pour les articles homonymes, voir Girardi.
Guido Girardi, né le 21 janvier 1961, est un homme politique chilien. 

## Biographie
Guido Girardi est élu député lors des élections parlementaires chiliennes de 1993 (es). Depuis mars 2006, il est sénateur. Il est élu dans la région métropolitaine de Santiago.
Girardi prodigue les premiers soins à Claude Allègre, après que celui-ci a été victime d'une crise cardiaque lors d'une conférence scientifique à Valparaíso le 17 janvier 2013.
Guido Girardi est le promoteur d'une nouvelle reglementation chilienne de lutte contre l'obésite : obligation est faite aux fabricants d'apposer des logos négatifs normés sur les produits trop riches en sel, matières grasse et sucre. Cette nouvelle loi qui fait baisser l'obesite est declinée au Perou et en Uruguay (cité dans le film documentaire « Un monde obèse » de Sylvie Gilman et Thierry de Lestrade, diffusé sur Arte en avril 2020).